# Cellodextrina fosforilasi
La cellodextrina fosforilasi è un enzima appartenente alla classe delle transferasi, che catalizza la seguente reazione:
(1,4-β-D-glucosil)n + fosfato ⇄ (1,4-β-D-glucosil)n-1 + α-D-glucosio 1-fosfato